# Jane Murfin

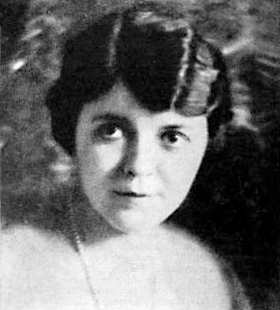
Jane Murfin (1923)

Jane Murfin (* 27. Oktober 1884 in Quincy, Michigan; † 10. August 1955 in Brentwood, Kalifornien) war eine US-amerikanische Dramaturgin und Drehbuchautorin.

## Biografie
Jane Murfin begann als Autorin von Theaterstücken, die sie oft gemeinsam mit der Schauspielerin Jane Cowl verfasste. Die größten Erfolge der beiden waren die Romanze Lilac Time, die es 1917 auf 176 Aufführungen brachte sowie Smilin' Through, das die beiden Frauen 1919 unter dem Pseudonym Allan Langdon Martin veröffentlichten. Beide Stücke wurden mehrfach erfolgreich verfilmt. Nachdem sie bereits Ende der 1910er erste Drehbücher für den Film geschrieben hatte, ging Jane Murfin 1920 als Drehbuchautor nach Hollywood und schaffte es rasch, zur hochbezahlten Spezialisten für Melodramen und romantische Frauenschicksale zu werden. Jane Murfin und Adela Rogers St. Johns wurden auf der Oscarverleihung 1932 für ihre Arbeit an What Price Hollywood? für den Oscar in der Kategorie bestes adaptiertes Drehbuch nominiert.
In der Zeit von 1929 bis 1935 war sie meist für die Filmgesellschaft RKO tätig und verantwortlich für viele Filme der weiblichen Stars Ann Harding, Irene Dunne, Constance Bennett und Katharine Hepburn. Nach dem Wechsel zu MGM schrieb sie unter anderem an den Drehbüchern für Die Frauen und Stolz und Vorurteil. 1924 verfilmte Jane Murfin ihr Stück Flapper Wives als Produzentin und Regisseurin. 
Murfin war in zweiter Ehe mit dem Schauspieler Donald Crisp verheiratet.

## Filmografie (Auswahl)
- 1918: Daybreak
- 1919: Marie, Ltd.
- 1922: Wölfe der Nacht (Brawn of the North)
- 1930: Leathernecking
- 1932: What Price Hollywood?
- 1932: Rockabye
- 1933: Ann Vickers
- 1933: The Silver Cord
- 1933: Our Betters
- 1934: The Little Minister
- 1934: The Fountain
- 1934: The Life of Vergie Winters
- 1934: This Man Is Mine
- 1935: Alice Adams
- 1935: Roberta
- 1935: Romance in Manhattan
- 1936: That Girl from Paris
- 1937: Brennendes Feuer der Leidenschaft (The Shining Hour)
- 1937: I’ll Take Romance
- 1939: Die Frauen (The Women)
- 1940: Stolz und Vorurteil (Pride and Prejudice)
- 1943: Flight for Freedom
- 1944: Drachensaat (Dragon Seed)